# 普雷莫塞洛-基奥文达
普雷莫塞洛-基奥文达（義大利語：Premosello-Chiovenda），是意大利韦尔巴诺-库西亚-奥索拉省的一个市镇。总面积34平方公里，人口2059人，人口密度60.6人/平方公里（2009年）。ISTAT代码为103057。